# Microdracoides squamosa
Microdracoides squamosa är en halvgräsart som beskrevs av Henri Hua. Microdracoides squamosa ingår i släktet Microdracoides och familjen halvgräs. Inga underarter finns listade i Catalogue of Life.